# Campillos-Sierra
Campillos-Sierra ist eine zentralspanische Gemeinde (municipio) mit 32 Einwohnern (Stand: 2024) im Osten der Provinz Cuenca in der Autonomen Region Kastilien-La Mancha. 

## Lage und Klima
Campillos-Sierra liegt auf der Westseite des Iberischen Gebirges in einer Höhe von ca. 1255 m. Die Provinzhauptstadt Cuenca befindet sich gut 44 Kilometer (Fahrtstrecke) westlich. 
Das Klima im Winter ist gemäßigt, im Sommer dagegen warm bis heiß. Regen (574 mm/Jahr) fällt das ganze Jahr über.

## Bevölkerungsentwicklung
| Jahr      | 1970 | 1981 | 1991 | 2001 | 2011 | 2021 |
| Einwohner | 163  | 102  | 90   | 92   | 57   | 32   |

## Sehenswürdigkeiten

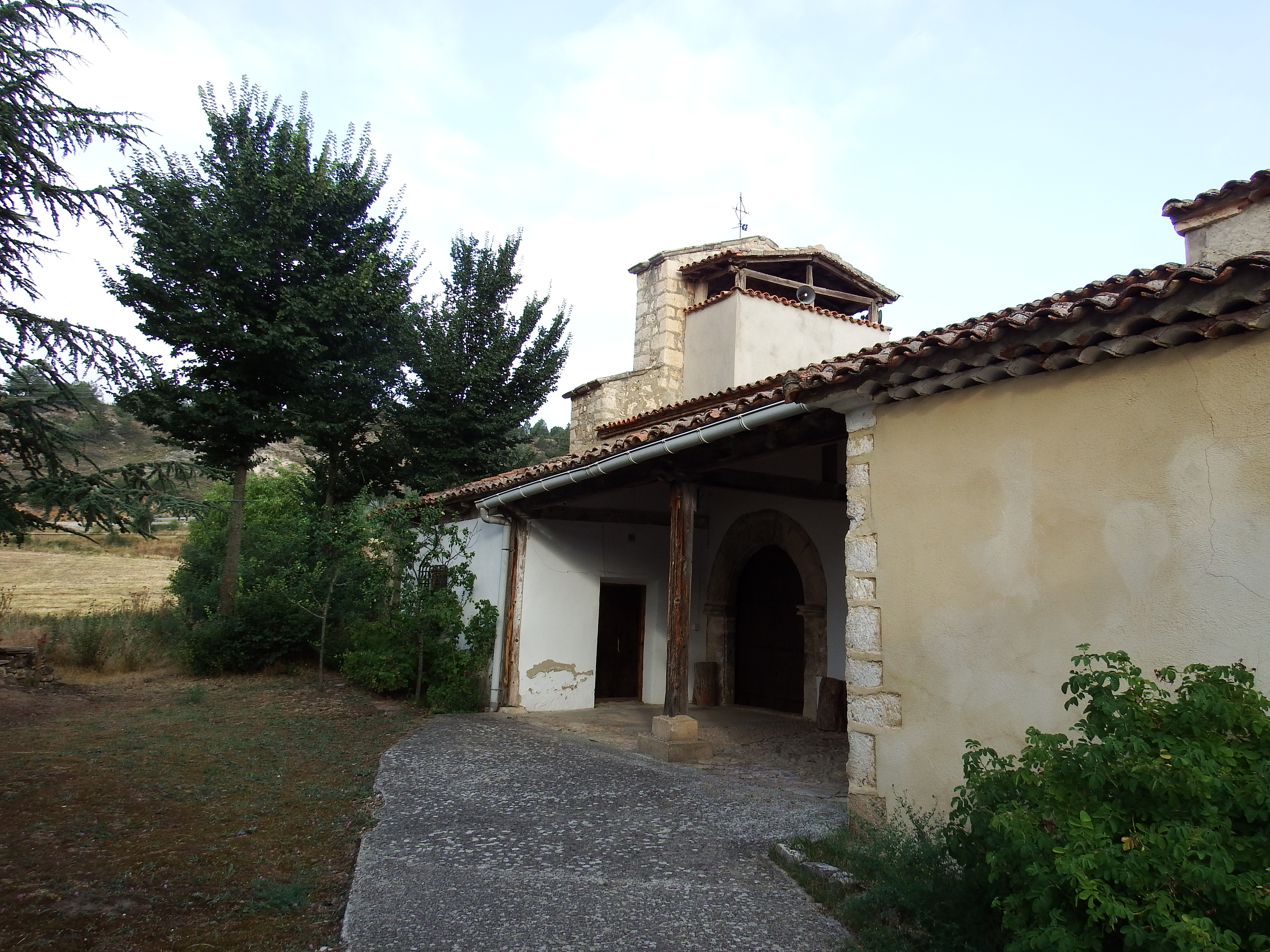
Kirche Mariä Geburt
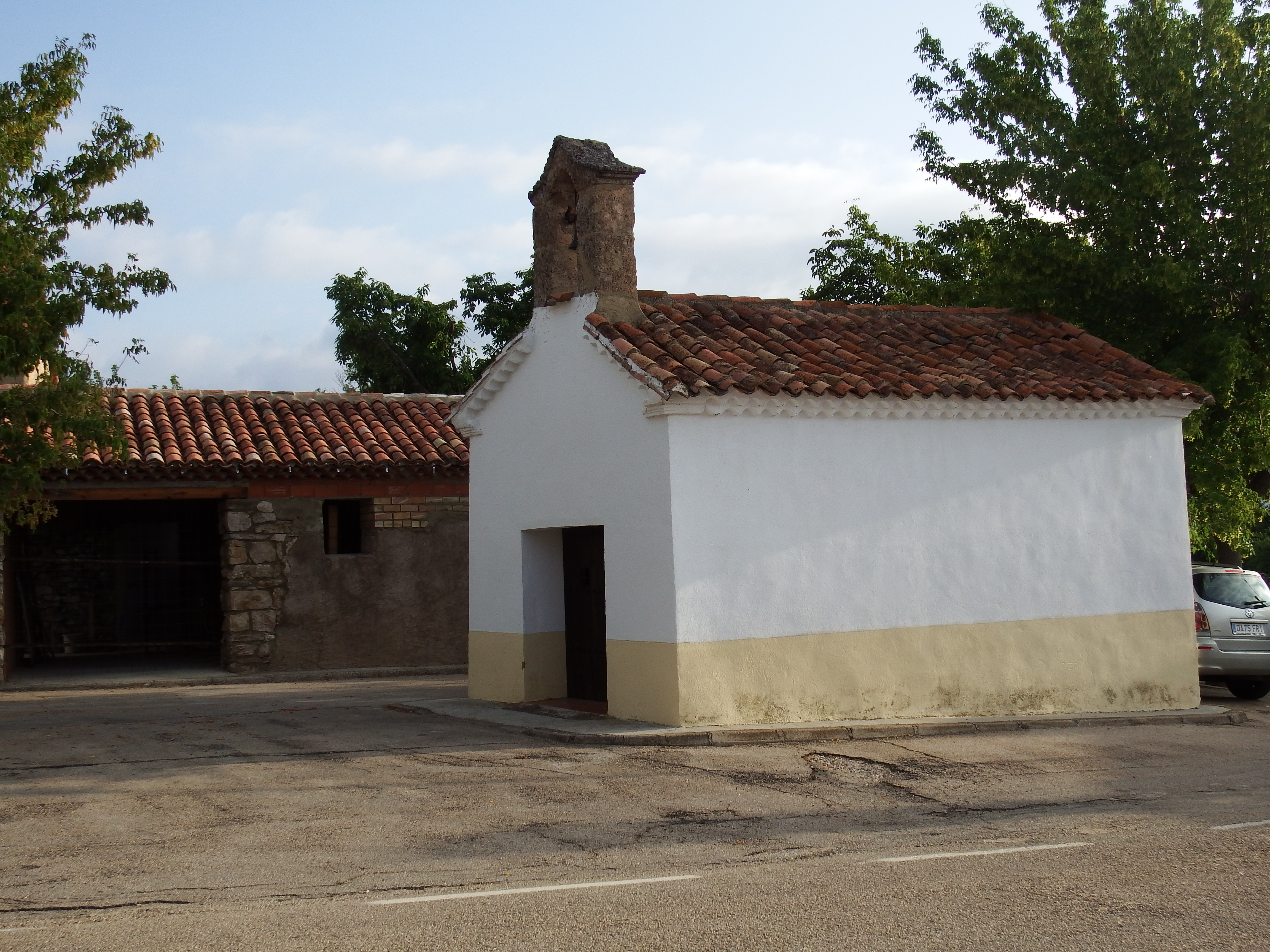
Marienkapelle
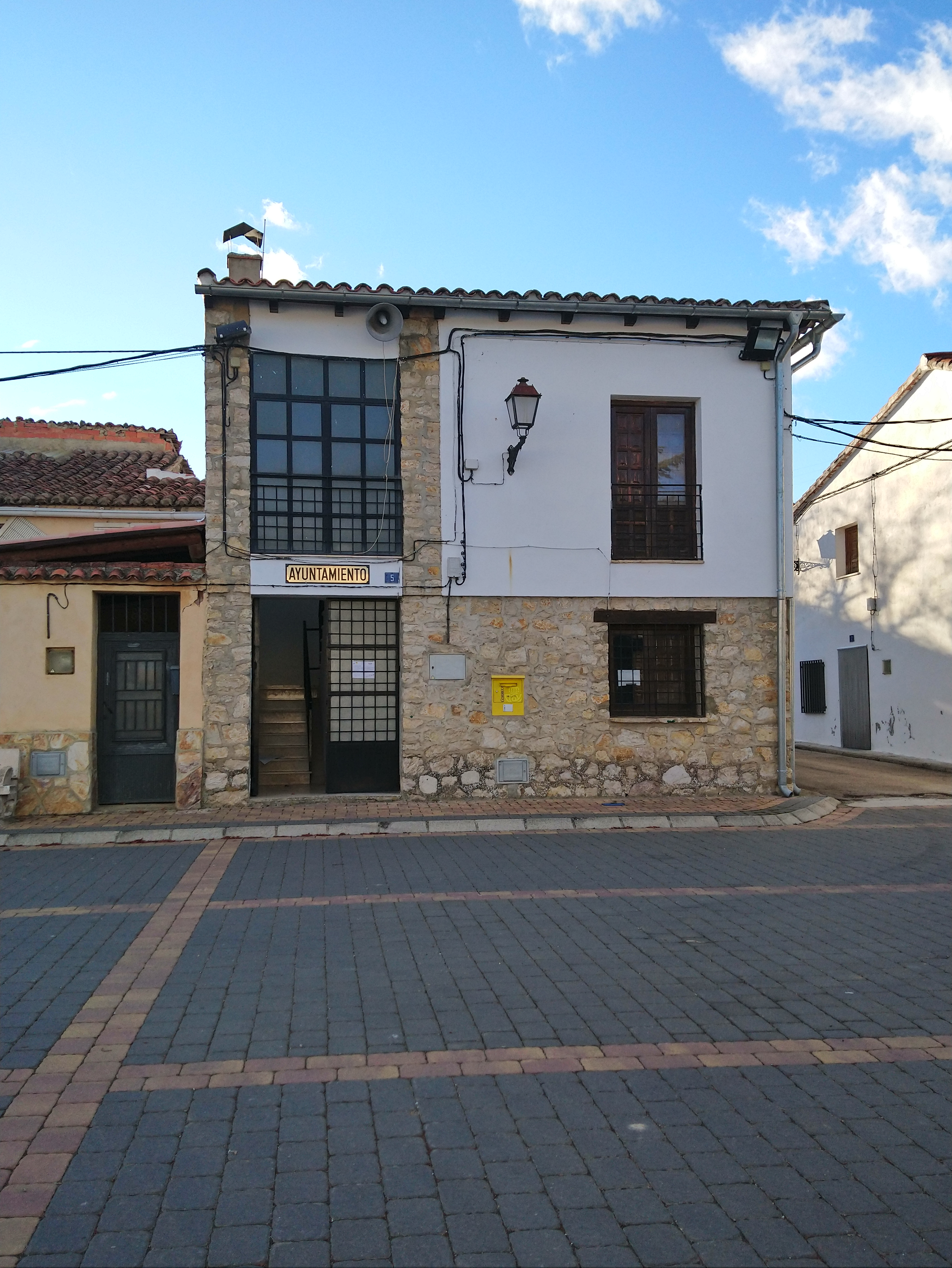
Antoniuskapelle

- Kirche Mariä Geburt
- Antoniuskapelle
- Rathaus